# Baba (pohoří)
Baba (makedonsky Баба, resp. také makedonsky Баба планина, řecky Βαρνούντας) je pohoří se na jihu Severní Makedonie a severu Řecka. Prochází skrz něj státní hranice mezi oběma zeměmi. Nejvyšším vrcholem je Pelister s nadmořskou výškou 2601 m. Uvedený vrch leží na území Severní Makedonie, nápadný je díky televiznímu vysílači. Po pohořích Korab (Velký Korab, 2764 m) a Šar planina (Titov vrh, 2747 m) je třetím nejvyšším masivem (planina) země.

## Název

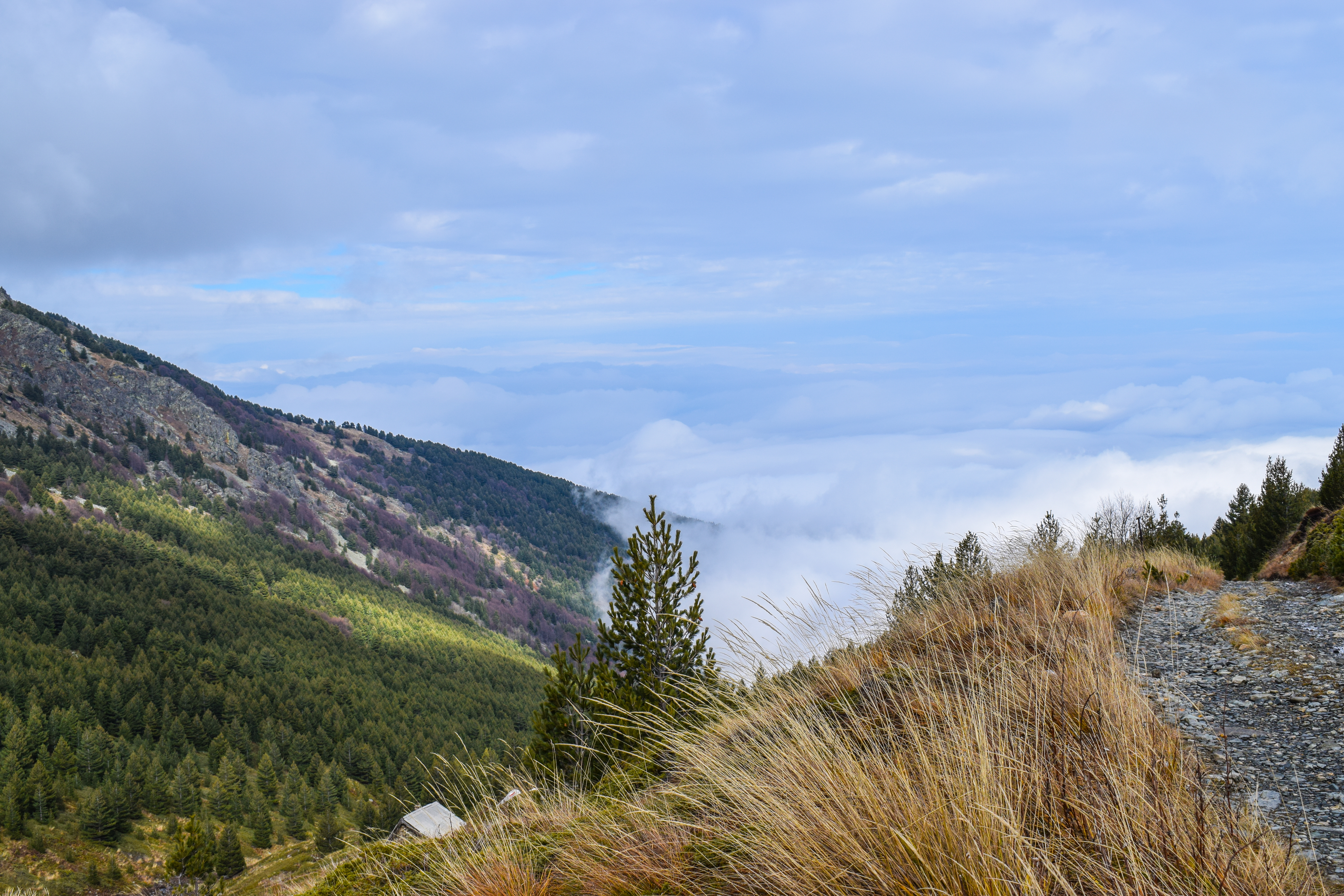
Krajina v národním parku.

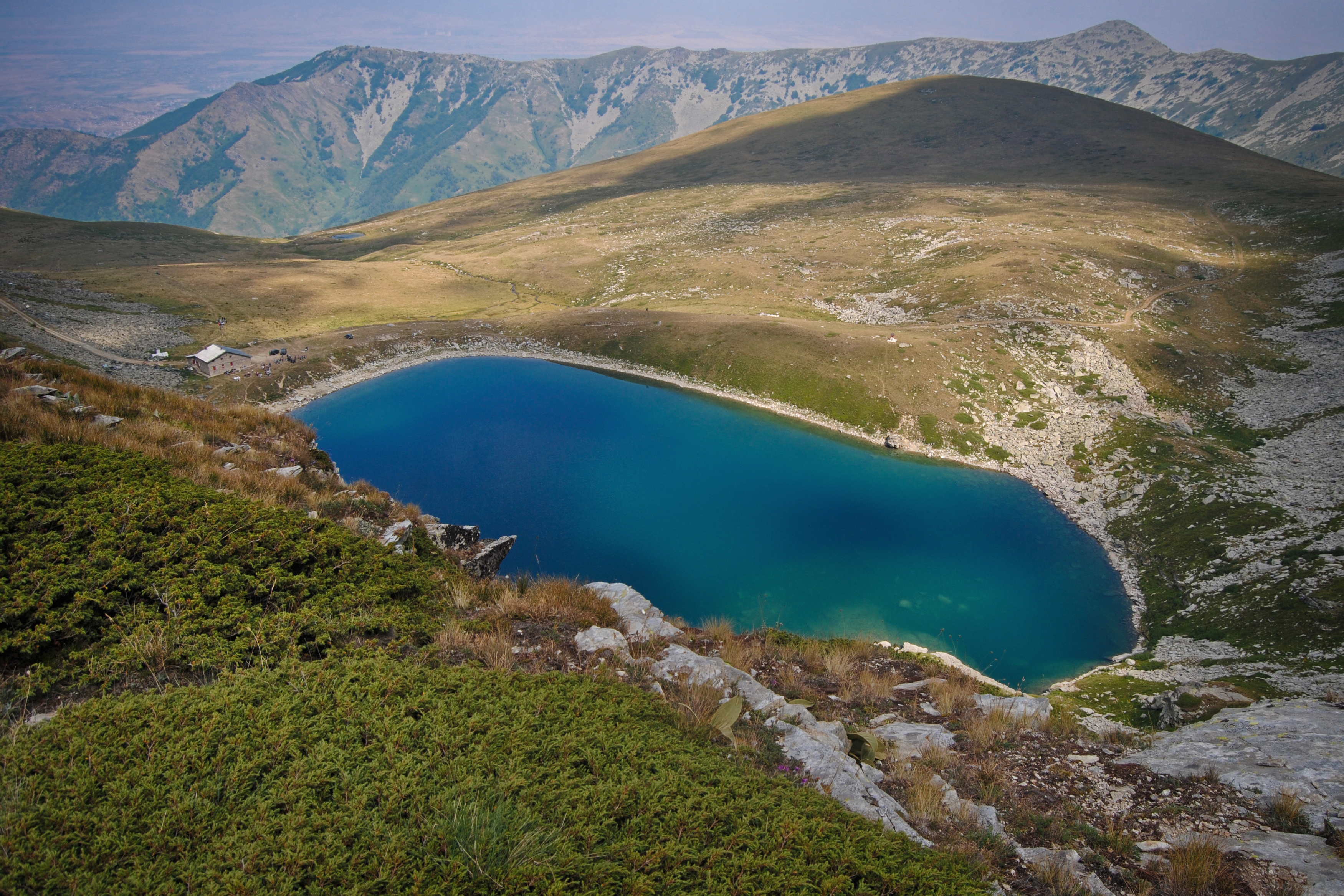
Velké jezero, jedno z tzv. Očí Pelisteru.

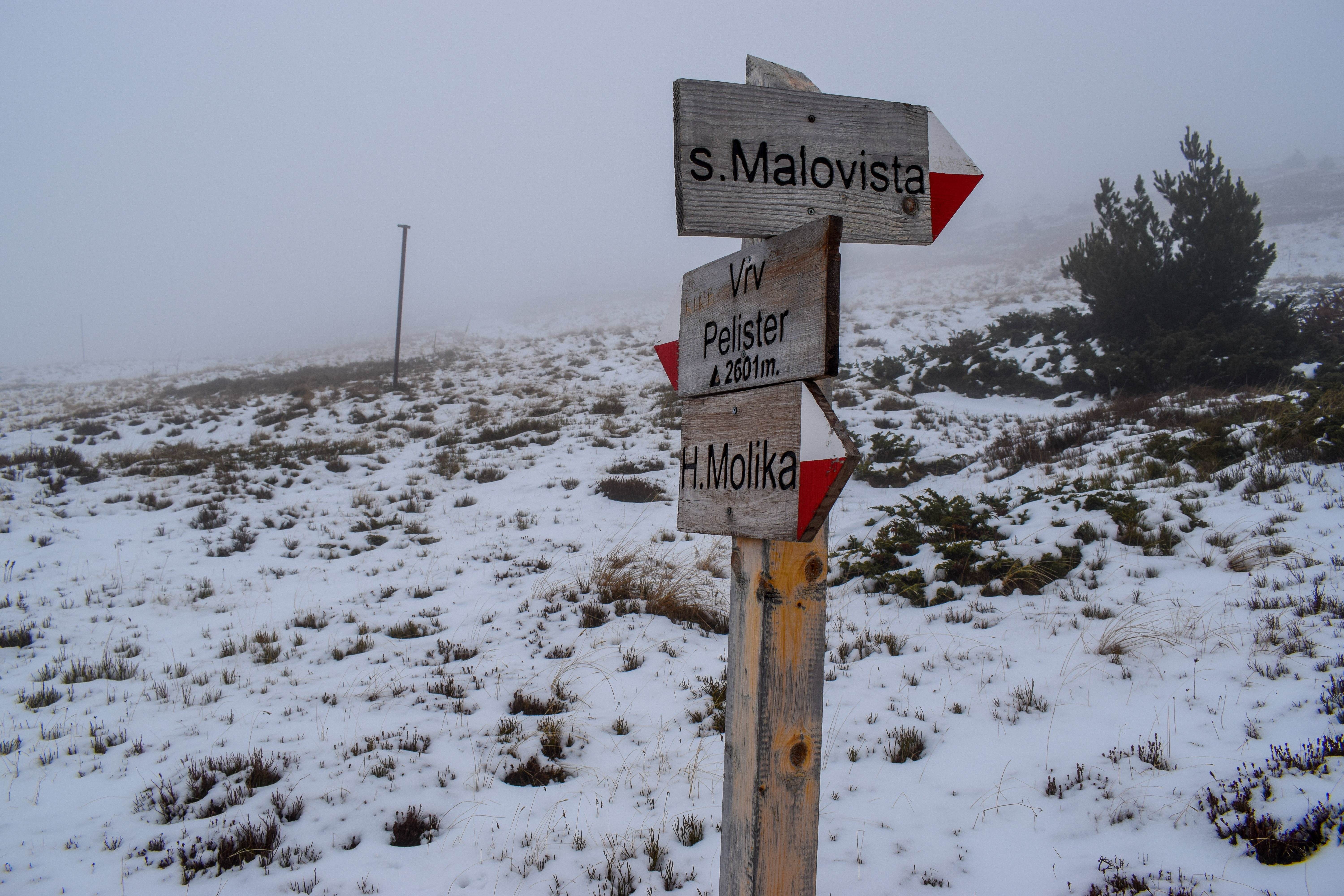
Turistické značení v pohoří.

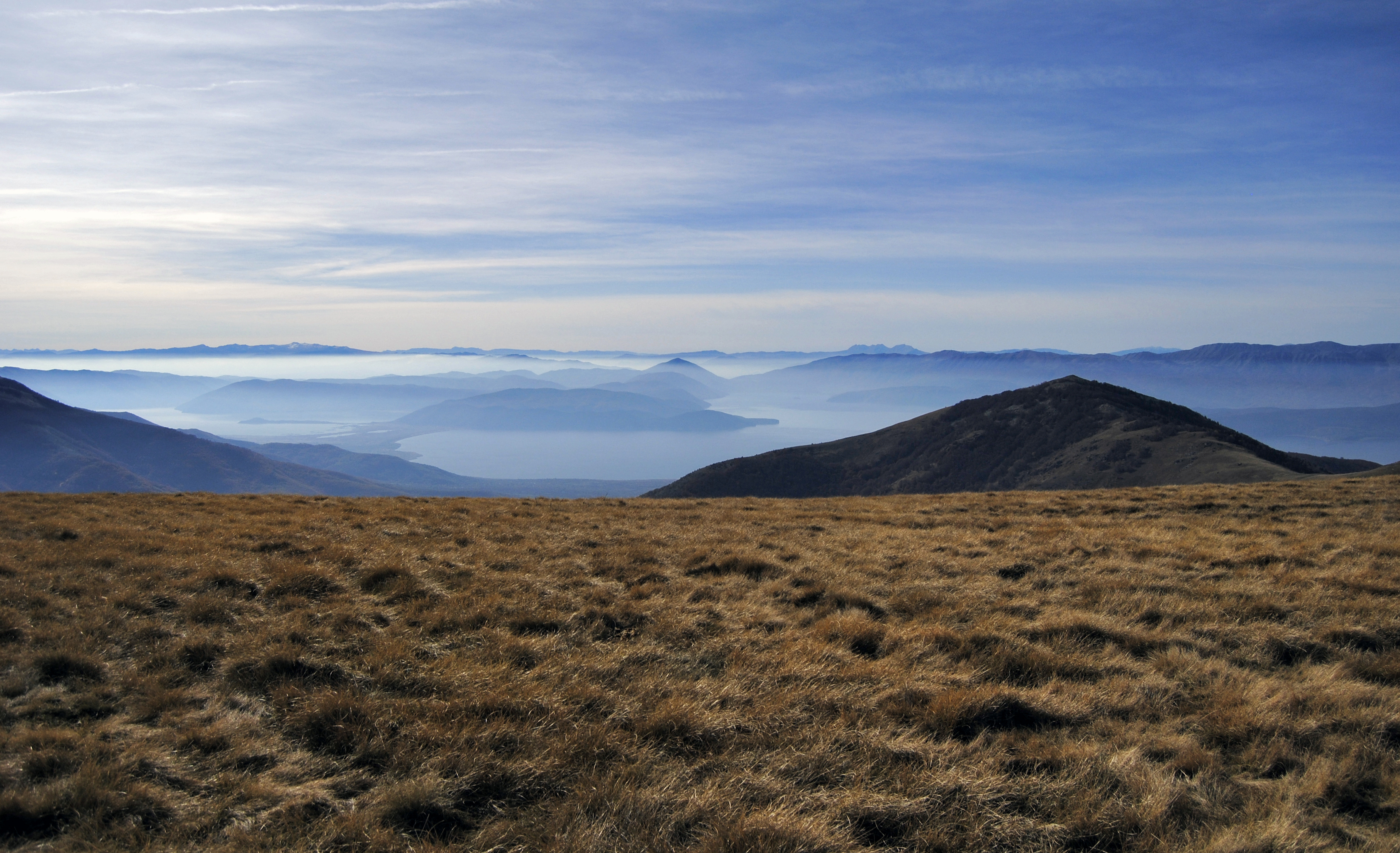
Pohled z pohoří k Prespanskému jezeru.

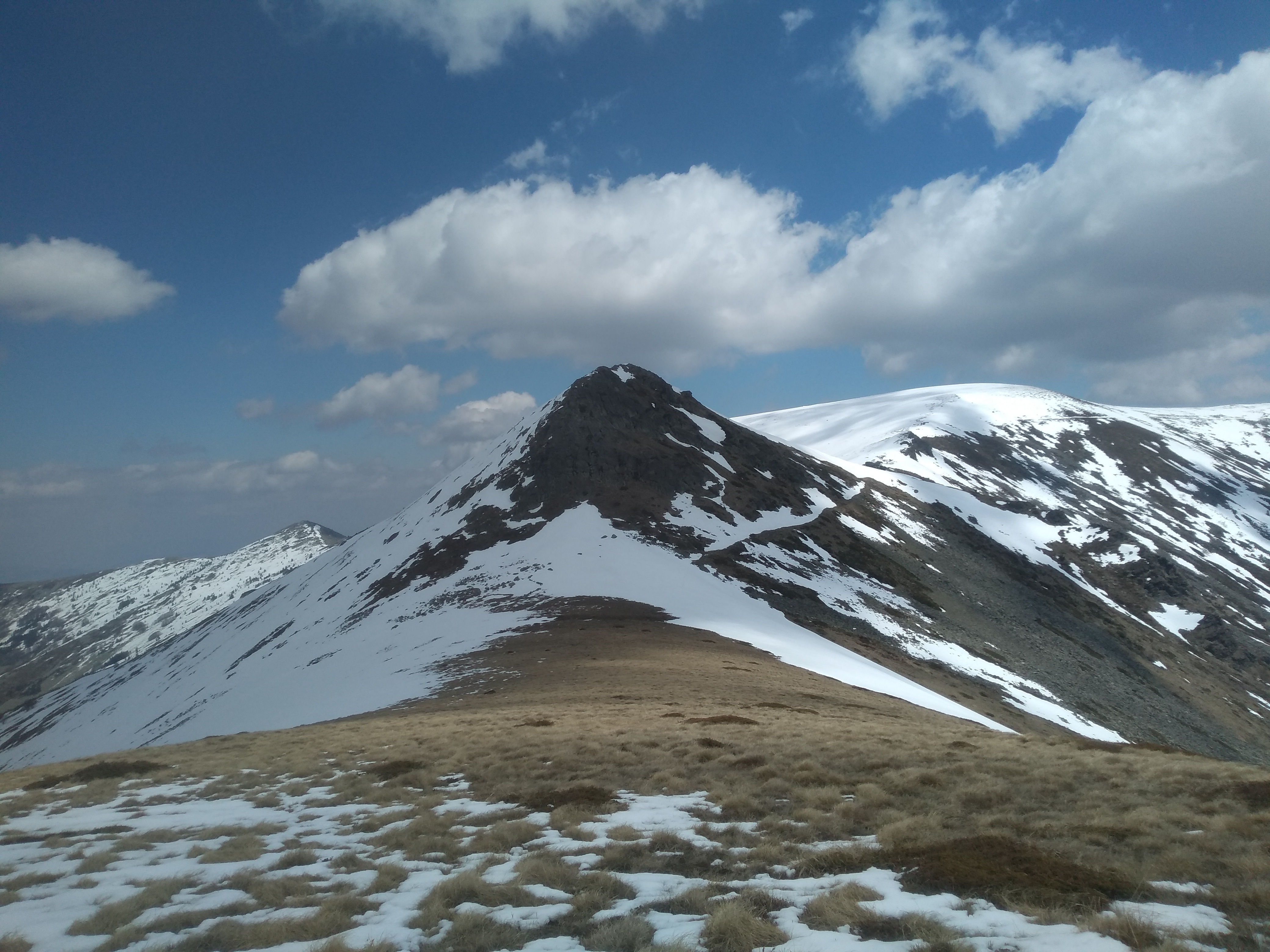
Vrchol Golema Griva.

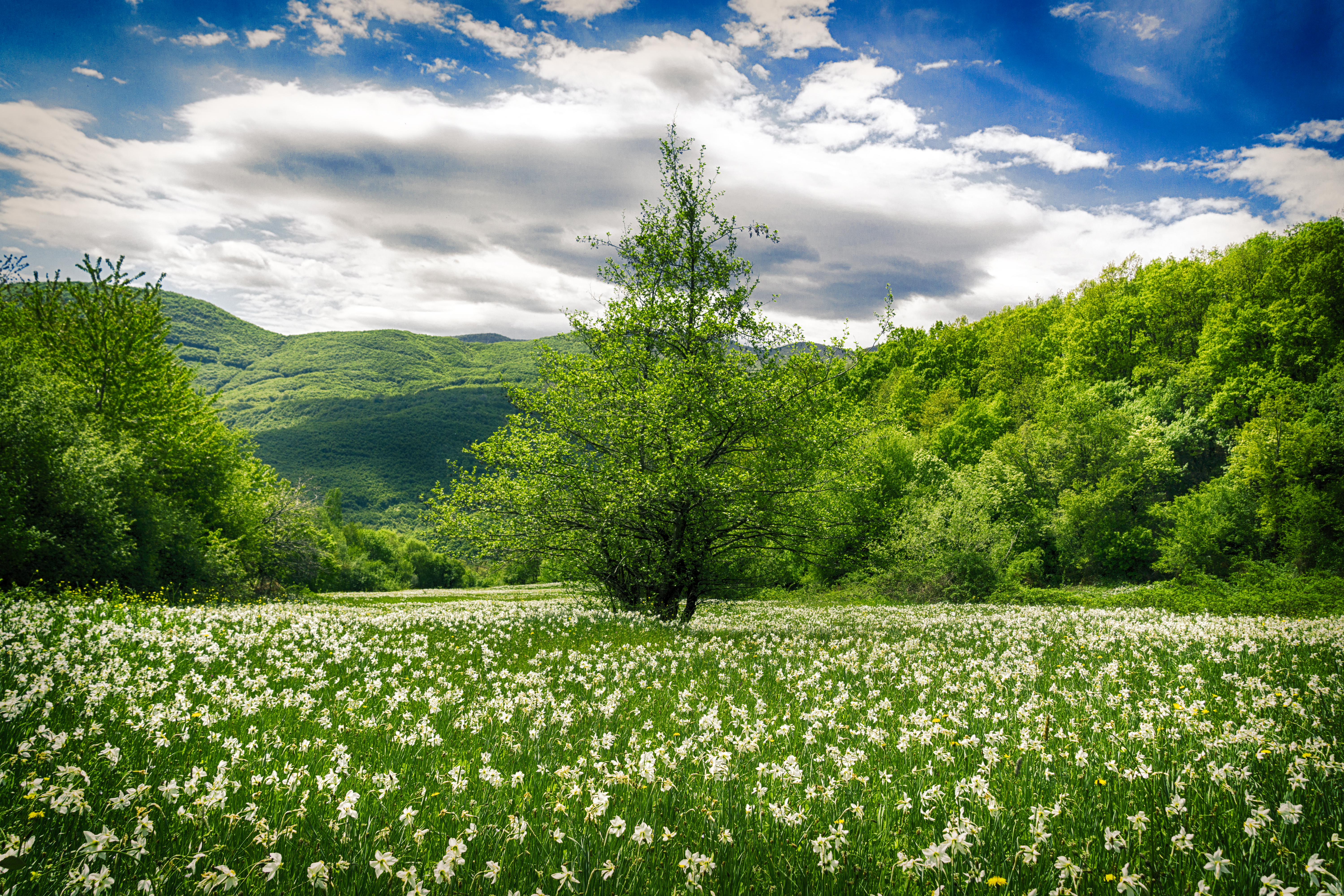
Jaro v pohoří Baba planina.

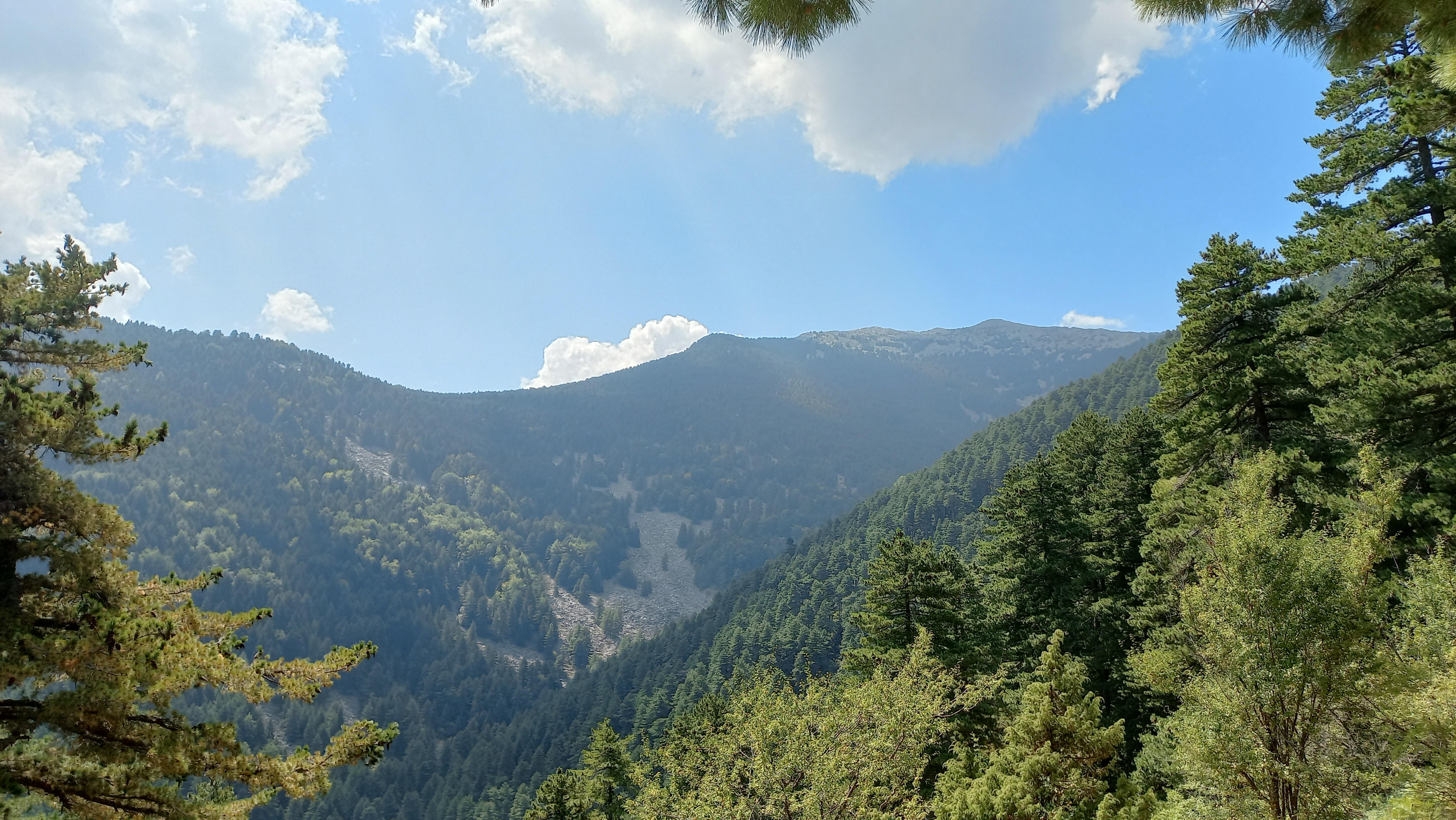
Pohled na pohoří Baba Planina od Lastojčého Kamene.

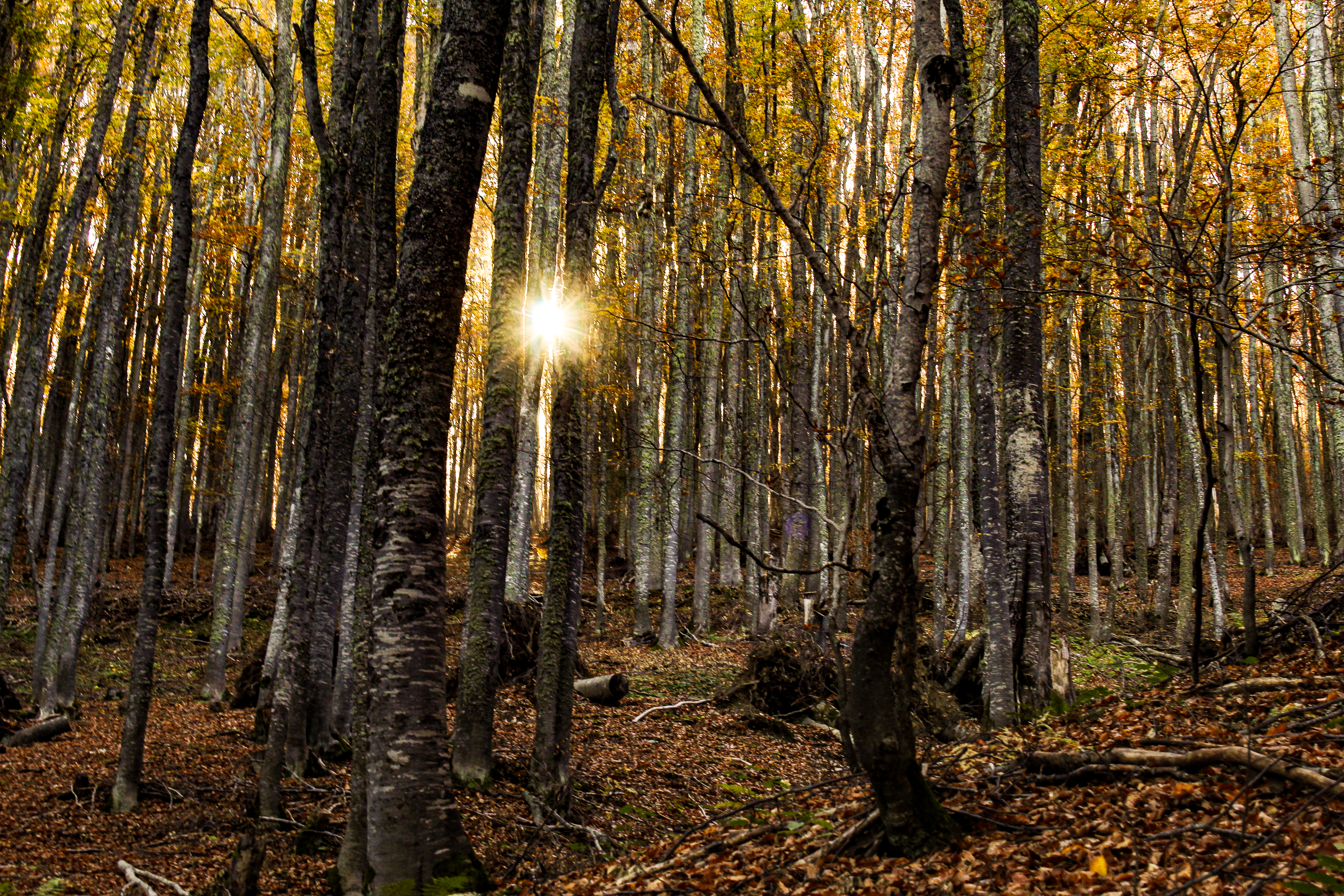
Listnatý les v pohoří.

Název pohoří Baba planina je dle Sotira Petrevského, resp. jeho Autobiografie podle jména babičky, které vyhnala kozy na pastvu a urazila při tom měsíc březen. Březen, který se měl na tuto urážku naštvat, si vypůjčil od dubna tři dny; během nic napadlo tolik sněhu, že stařena a kozy umrzly a od té doby se říká pohoří Baba.
Řecký název Βαρνούντας – Varnoutas je původem ze starořeckého názvu Varnus, který používali již starověcí Řekové, např. Strabo a další. Podle některé z teorií ale název vznikl podle starořeckého slova pro holubici, neboť pohoří holubici z dálky připomíná.
Pro pohoří celé se někdy používá označení Pelister, které nicméně patří jeho nejvyššímu vrcholku. Tento název je nejspíše řeckého původu a označuje místní borovici.

## Poloha a přírodní poměry
Pohoří Baba leží východním směrem od Prespanského jezera. Vede severo-jižním směrem a na území Severní Makedonie zabírá plochu přibližně 36 km ve směru sever-jih a 22 km ve směru západ-východ.
Na jihu netvoří vymezení pohoří státní hranice s Řeckem, jak by se mohlo zdát, ale horstvo pokračuje i na tomto území. Východní hranici naopak představuje široká rovina regionu Pelagonie. Na severu je masiv vymezen spojnicí měst Ohrid a Bitola, tj. silnicí celostátního významu která překonává Průsmyk Ǵavato a vodní tok Bratindolska reka. Na jižní straně přechází na řecké území v horský masiv Triklario a Verno. Od něj ji odděluje Rulska reka. Přibližně 65 % pohoří Baba se nachází na území Republiky Severní Makedonie a 35 % na území Řecka.
Pohoří Baba je horský masiv modelovaný především travnatými hřbety. Na některých místech vystupují skály na povrch a tvoří tak jeho nejvyšší štíty. Celkem 24 vrcholků na území Severní Makedonie překonává nadmořskou výšku 2000 m n. m.
Pohoří sestává z několika částí. Hlavní hřeben začíná na severu vrcholem Vrteška a končí na jihu na řeckém území. Tudy probíhá již zmíněné rozvodí Jaderského a Egejského moře. Na východ a západ od hlavního hřebenu potom vystupuje několik hřebenů vedlejších, mezi kterými se nacházejí údolí řek a potoků. Na východ směřují hřebeny Neolica a Debel Rid, pramení zde řeka Dragor a již zmíněná Bratindolska reka. Na západě potom lze nalézt hřebeny Marušica, Ržana a Porta, pramení zde Brajčinska reka. 

## Podnebí a vodstvo
Mezi řeky, které zde pramení, patří např. Šemnica a další. Pohořím prochází evropské rozvodí. Vodní toky, které tečou ze západní strany pohoří končí v Prespanském jezeru, resp. v Jaderském moři, zatímco ty, které vytékají ze strany východní ústí do moře Egejského. 
V některých se také nacházejí horská plesa. Nejznámějšími jsou Golemo Ezero a Malo Ezero, o kterých se často prohlašuje že to jsou oči Pelisteru (makedonsky Пелистерски Очи). Leží v nadmořské výšce cca 2200 m n. m. Pohoří je jedním z mála na území Severní Makedonie, kde se taková jezera nachází. V létě mají teplotu až 19 °C V době, kdy jsou častější deště, vzniká také dočasné jezero v lokalitě Orlovi bari. Stejně tak tu vzniká i jezero Gavran.

## Geologie
Geologicky je pohoří tvořeno krystalickými horninami jako jsou břidlice a žula. Přítomné je také gabro a diabas. Dávná ledovcová činnost zde po sobě zanechala rozlehlé kary. Přítomné jsou také morény, které vytvořily dnes zaniklé ledovce. Zastoupena jsou rovněž i kamenná moře.

## Obyvatelstvo
V údolích pohoří Baba se nachází řada vesnic. Ze severomakedonské strany to jsou například Nižepole nebo Malovište. Osídlený je také celý východní břeh Prespanského jezera, nad kterým se Baba planina zvedá. Zde stojí vesnice jako např. Dolno Dupeni, Krani, Štrbovo a další. Na řecké straně pohoří zasahuje na svahy Baba planiny např. město Florina (makedonsky Лерин) a osídlení zde je rovněž přítomné i v podobě menších vsí, jako např. Kratero, Akritas, Alona, Lemos nebo Agios Germanos. 
Na obou stranách hranice je obyvatelstvo národnostně smíšené, což je pozůstatek složitých poměrů z dob Osmanské říše. Slovanské obyvatelstvo se udrželo i v jižní, řecké části pohoří.
V nižších, ale odlehlejších částech Baba planiny, se nachází pravoslavné kláštery (monastýry), a to na obou stranách hranice. Ve vyšších polohách potom stojí různé kaple. Nalézt zde je možné celkem 19 kostelů.

## Historie
Pohoří bylo vždy velmi odlehlou částí všech mocností, které zde působily, včetně Osmanské říše.
Po první balkánské válce zde byla ustanovena hranice mezi srbským královstvím a Řeckem, která protla Baba planinu na dvě části. Za první světové války se zde nacházelo bojiště, kterým procházela a přes které se posouvala tzv. Soluňská fronta. V meziválečné době se zde objevily první prapočátky turistického ruchu.
V době existence SFRJ zde vznikly horské chaty Molika a Kopanki. Turistika se rozvíjela prostřednictvím organizovaných horských spolků (srbochorvatsky Planinarska društva). Od roku 1989 se zde pořádá tradiční třídenní pochod na počest horolezce Dimitara Iljevského-Murato, který tragicky zahynul při slézání Everestu.

## Fauna a flóra
Rozsáhlé lesy jsou dubové, bukové a místy rostou jedle nebo břízy. Na vrcholech se nachází vysokohorské louky; sníh, který zde zůstává až do jara nebo do léta může být viditelný i z velké vzdálenosti. Roste zde velké množství borůvek, které se pravidelně sbírají.
Fauna je značně bohatá; žijí zde medvědi, vlci, srnci a divoká prasata, žije zde i rys ostrovid. Hlášen byl i výskyt divokých koz.

## Ochrana přírody
Od roku 1948 je pohoří zahrnuto do Národního parku Pelister, který chrání zajímavou květenu (např. endemitní borovice rumelská), a pestré zastoupení místní fauny (jelen, medvěd hnědý, vlk). Některé stromy mohou být až 200 let staré.
V roce 2002 zde byly zjištěny nižší desítky medvědů, v současné době jich bude díky přísné ochraně medvěda na území Severní Makedonie nejspíše více. S výjimkou povolení pro východní část parku je na území pohoří lov zvěře zakázán. Národní park se rozkládá od svahů pohoří nad městem Bitolou až k řecké hranici. Park je součástí sítě Natura 2000.
Z řecké strany se žádné chráněné území nerozkládá. Část svahů je nicméně součástí přírodní rezervace Malého Prespanského jezera a přírodní rezervace existuje také pro okolí města Florina.

## Vrcholy
Na severomakedonské straně se nachází následující vrcholy:
| - Pelister (2601 m) - Dva Groba (2514 m) - Veternica (2420 m) - Musa (2350 m) - Ržana (2334 m) | - Široka (2218 m) - Kozji Kamen (2199 m) - Griva (2198 m) - Golema Čuka (2188 m) - Skrkovo (2140 m) |  |

Na straně řecké potom jsou vrcholy Belavoda (2179 m n. m.), nebo též Karo Nelo, Kirkos (2155 m n. m.), Kocyfa nebo Postistres (2065 m n. m.) Některé vrcholy mohou mít více názvů.

## Turistika
Do nedávné doby bylo pohoří Baba turisty zcela zapomenuté v důsledku války na Balkánu. V současnosti se situace lepší a např. turistické značení se neustále obnovuje a rozšiřuje. Nejlepší přístup do hor je z města Bitola, případně města Resen na severu masivu. Oblíbené je také díky tomu, že poskytuje majestátní výhledy do okolní krajiny, na město Bitola, Prespanské jezero apod. Je navíc poměrně dobře dostupné z velkého města, nejvyšší vrchol se nenachází přímo na státní hranici apod. V pohoří je možné uskutečnit vícedenní pochody do doby, než by bylo nezbytné získávat další zásoby pro návštěvníky.
Ze strany řecké je pohoří přístupné z města Florina odkud vede značená turistická trasa směrem k Prespanskému jezeru přes vrcholky pohoří.
V pohoří se nachází resort pro zimní sporty u vesnice Nižepole s názvem Begova česma. Sjezdovky jsou umístěné v nadmořské výšce 1400 – 1650 m n. m.

## Energetika
Pohoří je díky své značné nadmořské výšce na řecké straně využíváno k výrobě elektrické energie. Na hlavním hřebenu se jižně od vrcholu Toumba nachází řada větrných elektráren.